# Capitán de Yate

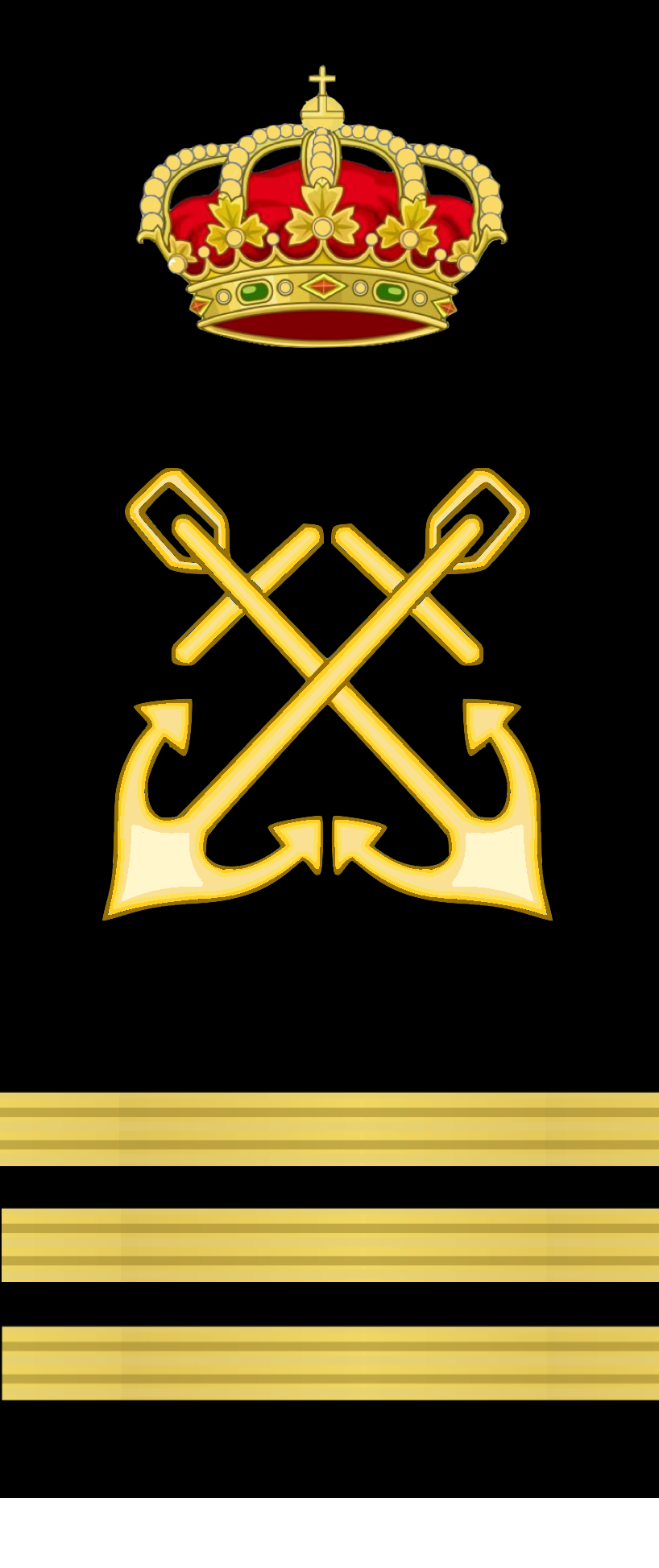
Distintivo de Capitán de yate.

Capitán de Yate (CY) es un título español que autoriza el gobierno de embarcaciones de recreo a motor o motor y vela para la navegación con límite de veinticuatro metros de eslora y sin límite de potencia del motor ni de distancia a la costa. La titulación y competencias se remonta a 2014 y la bandera de los títulos náuticos deportivos o de recreo es del siglo XIX.
Con el título de Capitán de Yate se puede optar a la obtención del certificado de especialidad de patrón profesional de embarcaciones de recreo (BOE número 159 de 2/7/2009), mediante el cual se tendrán las siguientes atribuciones:
- Gobierno de embarcaciones matriculadas en la lista sexta o séptima, siempre y cuando no lleven más de doce personas, incluida la tripulación, en las zonas y condiciones que determine la Dirección General de la Marina Mercante.
- Actuar de instructor en las prácticas básicas de seguridad y de navegación para la obtención de las titulaciones de patrón para la navegación básica y patrón de embarcaciones de recreo.

Igualmente, y de conformidad con lo dispuesto en el artículo 34.2 del Real Decreto 875/2014, de 10 de octubre, por el que se regulan las titulaciones náuticas para el gobierno de las embarcaciones de recreo, los poseedores del título de Capitán de Yate podrán igualmente patronear embarcaciones de recreo transportando hasta seis pasajeros para la realización de excursiones turísticas y la práctica de pesca de recreo, con sujeción a los requisitos dispuestos en dicha norma.
Pese a que en principio el Real Decreto 875/2014, de 10 de octubre, por el que se regulan las titulaciones náuticas para el gobierno de las embarcaciones de recreo, limita las atribuciones del título de Capitán de Yate a embarcaciones de recreo de hasta 24 metros de eslora, el Real Decreto 804/2014, de 19 de septiembre, por el que se establecen el régimen jurídico y las normas de seguridad y prevención de la contaminación de los buques de recreo que transporten hasta doce pasajeros, dispone en su artículo 7.3 que "los buques de recreo de uso privado, podrán estar bajo el mando de un Capitán de Yate". A estos efectos, se entiende como buque de recreo todo buque de cualquier tipo, con independencia de su modo de propulsión, cuya eslora de casco (Lh) sea superior a veinticuatro metros, con un arqueo bruto inferior a 3000 GT y capacidad para transportar hasta doce pasajeros sin contar la tripulación, destinado al uso privado para la navegación de recreo, el turismo, el ocio, la práctica del deporte o la pesca no profesional.
| Distintivo | Título                              | Eslora max. (metros)                                                            | Zona (millas)     | Moto náutica | Notas |
| ---------- | ----------------------------------- | ------------------------------------------------------------------------------- | ----------------- | ------------ | --- |
|            | Capitán de yate                     | Embarcaciones de recreo: 24 Buques de recreo: sin límite (arqueo max.: 3000 GT) | Sin límite        | A            | Habilitación vela independiente                                                                                       |
|            | Patrón de yate                      | 24                                                                              | 150               | A            | Habilitación vela independiente                                                                                       |
|            | Patrón de embarcaciones de recreo   | 15 (→24)                                                                        | 12 (→Baleares)    | A            | Habilitación vela independiente. Habilitación 24 m. y navegación a Baleares opcional                                  |
|            | Patrón de navegación básica         | 8                                                                               | 5                 | A            | Habilitación vela independiente                                                                                       |
| —          | Licencia de navegación              | 6                                                                               | 2                 | A            | Navegación diurna |
| —          | Autorización federativa ("titulín") | 6 (potencia max.: 40 kW)                                                        | Zonas delimitadas | —            | Navegación diurna (obsoleta; sustituida por Licencia de navegación, posibilidad de canje realizando 4h. de practicas) |
| —          | Sin título                          | motor: 5 (potencia max.: 11,26 kW)                                              | 2                 | —            | Navegación diurna |
| —          | Sin título                          | vela: 6                                                                         | 2                 | —            | Navegación diurna |

## Requisitos para su obtención
- Estar en posesión del título PY (Patrón de Yate).
- Ser mayor de edad.
- Superar un reconocimiento médico.
- Superar examen teórico: teoría de navegación, cálculos de navegación, meteorología e inglés.
- Realizar 48 horas de prácticas, en una escuela autorizada -oficial-, (y de ellas al menos 12 horas deben ser nocturnas) en las que se aprendan las técnicas de seguridad y navegación.
- Realizar 8 horas de prácticas de radiocomunicaciones (transmisiones satelitales, GPS, radares, procedimientos sistema mundial de socorro, etc).
- Solicitar la expedición del título.

## Nota
1. ↑  En este caso se debe obtener además el título de Navegación a vela (si la embarcación posee velamen pero no motor basta con haber superado el examen teórico del CY y obtener el título de Navegación a vela)